# Saiph
Saiph (kappa Orionis) is een heldere ster in het sterrenbeeld Orion.